# FC Šeriff Tiraspol
FC Šeriff Tiraspol (rusky ФК Шериф Тирасполь, též FC Sheriff Tiraspol) je podněsterský fotbalový klub sídlící v Tiraspolu. Byl založen roku 1997 jako FC Tiras Tiraspol, krátce poté byl přejmenován na současný název. Domácím hřištěm klubu je stadion Šeriff s kapacitou 12 746 diváků. S 21 získanými ligovými tituly je k sezóně 2023/24 nejúspěšnějším moldavským celkem.

## Úspěchy
- 21× vítěz Divizia Națională (2000/01, 2001/02, 2002/03, 2003/04, 2004/05, 2005/06, 2006/07, 2007/08, 2008/09, 2009/10, 2011/12, 2012/13, 2013/14, 2015/16, 2016/17, 2017, 2018, 2019, 2020/21, 2021/22, 2022/23)[2]
- 12× vítěz Cupa Moldovei (1998/99, 2000/01, 2001/02, 2005/06, 2007/08, 2008/09, 2009/10, 2014/15, 2016/17, 2018/19, 2021/22 , 2022/23)[3]
- 7× vítěz Moldavského Superpoháru (2003, 2004, 2005, 2007, 2013, 2015, 2016)

## Evropské poháry

### Evropská liga UEFA
Do základní skupiny Evropské ligy se Šeriff ve své historii probojoval celkem čtyřikrát, pokaždé přes kvalifikační předkola. Na postupové příčce se však neumístil ani jednou. Na své první play-off v této soutěži si tak musel moldavský tým počkat až na sezonu 2021/22, kdy se do něj dostal díky třetímu místu ve skupině Ligy mistrů.

##### Základní skupina 2009/10
| Tým        | V | R | P | + | - | B  |
| ---------- | - | - | - | - | - | -- |
| Fenerbahçe | 5 | 0 | 1 | 8 | 3 | 15 |
| Twente     | 2 | 2 | 2 | 5 | 6 | 8  |
| Šeriff     | 1 | 2 | 3 | 4 | 5 | 5  |
| FCSB       | 0 | 4 | 2 | 3 | 6 | 4  |

##### Základní skupina 2010/11
| Tým          | V | R | P | +  | -  | B  |
| ------------ | - | - | - | -- | -- | -- |
| Dynamo Kyjev | 3 | 2 | 1 | 10 | 6  | 11 |
| BATE Borisov | 3 | 1 | 2 | 11 | 11 | 10 |
| AZ Alkmaar   | 2 | 1 | 3 | 8  | 10 | 7  |
| Šeriff       | 1 | 2 | 3 | 5  | 7  | 5  |

##### Základní skupina 2013/14
| Tým             | V | R | P | +  | -  | B  |
| --------------- | - | - | - | -- | -- | -- |
| Tottenham       | 6 | 0 | 0 | 15 | 2  | 18 |
| Anži Machačkala | 2 | 2 | 2 | 4  | 7  | 8  |
| Šeriff          | 1 | 3 | 2 | 5  | 6  | 6  |
| Tromsø          | 0 | 1 | 5 | 1  | 10 | 1  |

##### Základní skupina 2017/18
| Tým         | V | R | P | + | -  | B  |
| ----------- | - | - | - | - | -- | -- |
| Lokomotiv   | 3 | 2 | 1 | 9 | 4  | 11 |
| Kodaň       | 2 | 3 | 1 | 7 | 3  | 9  |
| Šeriff      | 2 | 3 | 1 | 4 | 4  | 9  |
| Fastav Zlín | 0 | 2 | 4 | 1 | 10 | 2  |

##### Play-off 2021/22
Po postupu ze třetího místa základní skupiny Ligy mistrů byl Šeriffu do play-of Evropské ligy vylosován portugalský soupeř, Sporting Braga.

### Liga mistrů UEFA
Do základní skupiny Ligy mistrů se Šeriff dostal jen v ročníku 2021/22 a to poté, co prošel čtyřmi kvalifikačními předkoly. Postupně přešel přes albánský KF Teuta Durrës (4:0 a 1:0), arménský FC Alaškert (1:0 a 3:1), srbskou Crvenou zvezdu (1:1 a 1:0) a chorvatské Dinamo Záhřeb (3:0 a 0:0).

##### Základní skupina 2021/22
| Tým            | V | R | P | +  | -  | B  |
| -------------- | - | - | - | -- | -- | -- |
| Real Madrid    | 5 | 0 | 1 | 14 | 3  | 15 |
| Inter Milán    | 3 | 1 | 2 | 8  | 5  | 10 |
| Šeriff         | 2 | 1 | 3 | 7  | 11 | 7  |
| Šachtar Doněck | 0 | 2 | 4 | 2  | 12 | 2  |

Během všech skupinových zápasů vycházel Šeriff především z pevného bránění v bloku a rychlých přechodů do útoku. Hned v historicky prvním zápase v této soutěži tak mohl slavit domácí výhru proti doněckému Šachtaru. Hosté měli sice míč na kopačkách 75 % času, ale právě z rychlých protiútoků se prosadili v 16. minutě Adama Traoré a v 62. Momo Yansané. Na oba góly přihrával Cristiano.
Druhý zápas znamenal další tři body. Tentokrát byl Šeriff přivítán Realem Madrid na slavném Santiago Bernabéu. Taktika Šeriffu zůstala stejná a opět to bylo dobře vidět ve statistikách. Real měl 76% držení míče a 31 střel, z toho 11 na bránu. I přesto ale otevřel v 25. minutě skóre tiraspolský Džasurbek Jachšibojev po další asistenci Cristiana. V 65. minutě srovnal z penalty Benzema, ale o 24 minut později vrátil hostům vedení Sébastien Thill, který po přihrávce Adamy Traorého zakroutil míč zpoza vápna do šibenice Courtoisovy branky. V souběžně hraném zápase remizoval Šachtar s Interem, a tak se Šeriff vyhoupl na průběžné první místo.
V dalším utkání hraném na San Siru proti milánskému Interu prohrál Šeriff 3:1, když se za domácí trefili Džeko, Vidal a de Vrij. V 52. minutě srovnával na průběžný stav 1:1 Sébastien Thill. Následovaly další dvě porážky, nejprve prohrál Šeriff doma v odvetě s Interem 1:3, kdy se za hosty trefili Brozović, Škriniar a Sánchez a za domácí v první minutě nastaveného času Adama Traoré po přihrávce od Thilla, a posléze s Realem 0:3 po gólech Alaby, Kroose a Benzemy.
Před posledním skupinovým zápasem venku se Šachtarem, měl již Šeriff jisté třetí místo a postup do Evropské ligy, tak jako měl Šachtar jisté čtvrté místo znamenající konec v pohárové Evropě. Domácí si nicméně chtěli alespoň částečně spravit chuť výhrou a od začátku byli lepším týmem. Ve 42. minutě je poslal do vedení Fernando. I v druhém poločase si tvořili šance především domácí. Do dvou velkých se dostal mladý Mudryk, ale žádnou nevyužil, a tak ve třetí minutě nastavení srovnal tiraspolský Boban Nikolov poté, co se míč zamotal mezi nohy bránícímu Bondarovi.

## Soupiska
Aktuální k: 5. říjnu 2023

Pozn.: Vlajky znamenají příslušnost k národnímu týmu, jak ji definují pravidla FIFA. Obecně mohou hráči mít i více občanství souběžně.
| Číslo |              | Pozice | Hráč                                                 |
| ----- | ------------ | ------ | ---------------------------------------------------- |
| 1     | Moldavsko    | B      | Victor Străistari                                    |
| 2     | Niger        | O      | Adamou Ibrahim Djibo                                 |
| 3     | Kolumbie     | O      | Didier Bueno (na hostování z Independiente Medellín) |
| 4     | Zimbabwe     | O      | Munashe Garananga                                    |
| 7     | Burkina Faso | Ú      | Abou Ouattara                                        |
| 8     | Kapverdy     | Z      | João Paulo Fernandes                                 |
| 10    | Burkina Faso | Z      | Cedric Badolo                                        |
| 11    | Brazílie     | Ú      | Ricardinho                                           |
| 12    | Niger        | Z      | Abdoul Moumouni                                      |
| 13    | Chorvatsko   | B      | Toni Silić (na hostování z Hajduku Split)            |
| 14    | Maroko       | Z      | Amine Talal                                          |
| 15    | Kamerun      | O      | Gaby Kiki                                            |
| 16    | Řecko        | O      | Konstantinos Apostolakis                             |
| 17    | Kamerun      | Z      | Jerome Ngom Mbekeli                                  |

| Číslo |                   | Pozice | Hráč                                                  |
| ----- | ----------------- | ------ | ----------------------------------------------------- |
| 18    | Mali              | Z      | Moussa Kyabou                                         |
| 20    | Pobřeží slonoviny | O      | Armel Zohouri                                         |
| 21    | Kamerun           | O      | Cedric Ngah                                           |
| 22    | Turecko           | Z      | Berkay Vardar (na hostování z Beşiktaşe)              |
| 23    | Kolumbie          | O      | Cristian Tovar                                        |
| 27    | Brazílie          | Ú      | Vinícius (na hostování z Vasco da Gama)               |
| 28    | Kolumbie          | O      | Alejandro Artunduaga                                  |
| 30    | Nigérie           | Ú      | David Ankeye (na hostování z Espoir de Hammam Sousse) |
| 33    | Moldavsko         | B      | Serghei Pașcenco                                      |
| 35    | Ukrajina          | B      | Maksym Koval                                          |
| 40    | Ghana             | B      | Razak Abalora                                         |
| 61    | Nigérie           | Ú      | Rasheed Akanbi                                        |
| 69    | Nigérie           | Z      | Peter Ademo (na hostování z Dainavy)                  |
| 90    | Moldavsko         | Ú      | Henrique Luvannor                                     |